# ЗИС-153
ЗИС-153 — опытный советский полугусеничный автомобиль повышенной проходимости, созданный во второй половине 1940-х годов на базе полноприводного грузового автомобиля ЗИС-151 с использованием узлов и агрегатов от полугусеничных вездеходов и Sd Kfz 11 и планировавшийся для использования в качестве многофункционального транспортёра, артиллерийского тягача и базового шасси для бронетранспортёра. Серийно не производился, было создано два опытных образца машины, имевших ряд существенных конструктивных различий.

## История создания
Работы над полугусеничным транспортёром-тягачом на базе бортового шасси трёхосного полноприводного автомобиля ЗИС-151, получившим обозначение ЗИС-153, были начаты на московском Заводе имени Сталина вскоре после окончания Великой Отечественной войны по инициативе главного конструктора ЗИС Б. М. Фиттермана — творением которого эта необычная машина в итоге, фактически, и являлась. В период работ над машиной предполагалось её использование в качестве транспортёра в условиях крайнего бездорожья, артиллерийского тягача и базового шасси для постройки бронетранспортёров, параллельно с колёсными БТР-152, с которым планировалась максимальная унификация полугусеничного варианта.

### Первый вариант
Первый опытный образец автомобиля по инициативе Фиттермана был разработан и построен в 1946—1948 годах, и в том же году поступил на испытания в КБ Научно-исследовательского испытательного полигона Автотракторного управления вооруженных сил (будущего НИИ-21) в подмосковных Бронницах. Это было пробное короткобазное шасси с кабиной от «Студебеккера» и стандартными гусеничными тележками от немецкого трёхтонного тягача Sd Kfz 11 с шахматным расположением катков, на траки которого были установлены резиновые башмаки от ЗИС-42. Первоначально машина имела неведущий передний мост, однако уже к 1949 году в процессе доводки он был заменён на ведущий. Машина показала лучшую проходимость по сравнению с полноприводными колёсными аналогами, но надёжность конструкции трофейного гусеничного движителя была признана неудовлетворительной, и дальнейшие работы проводились уже с движителем собственной разработки ЗИС.

### Второй вариант
В 1951—1952 годах был построен второй опытный образец машины, конструкция которого по результатам испытаний первого прототипа была существенно доработана. Автомобиль получил кабину от серийного ЗИС-151, к тому времени уже хорошо освоенного в производстве, и гусеничный движитель оригинальной конструкции с традиционным расположением пяти обрезиненных опорных катков, а также с самого начала был оснащён приводом на передний мост. По некоторым данным, в 1953 году на его базе был построен опытный бронетранспортёр с двигателем мощностью 180 л. с. и броневым корпусом, позволявшим перевозить 16 человек десанта, с толщиной лобовой брони 13 мм; масса бронетранспортёра составляла 10 т, вооружение должно было состоять из одного 7,62-мм пулемёта.

### Итоги
Испытания ЗИС-153 продемонстрировали, что его грузоподъёмность, энерговооружённость, максимальная скорость и подвижность в условиях бездорожья достаточно высоки и хорошо подходят для использования машины в качестве базы для БТР, наравне с ЗИС-151 — однако полугусеничная машина так и не была запущена в серийное производство, и уже к середине 1950-х все работы по ней были свёрнуты.
Закрытию проекта послужили две основные причины.
- Сама возможность применения полугусеничных шасси в послевоенных Вооружённых Силах СССР вызывала споры; в армейском руководстве на тот момент, фактически, существовали две конкурирующие группы с противоположным мнением по этому вопросу. Одна группа выступала в поддержку дальнейшего развития полугусеничных движителей (в том числе в качестве ходовой части для бронетранспортёров), хорошо зарекомендовавших себя во время Второй мировой войны на массовых американских и немецких машинах; данную точку зрения активно поддерживал маршал И. С. Конев, хорошо знакомый с американскими бронетранспортёрами M3 (ими были укомплектованы два полка из состава его частей[5], и, в частности, именно эти машины были в его охранении во время поездок на фронт) и бывший очень высокого мнения о качествах ходовой части такого типа. Очевидно, что сторонником этой точки зрения зрения был и сам Б. М. Фиттерман, занимавшийся разработкой ЗИС-153. Другая группа, поддерживаемая начальником ГБТУ генерал-лейтенантом Б. Г. Вершининым и маршалом бронетанковых войск С. И. Богдановым, поддерживала использование на бронетранспортёрах полноприводного колёсного хода и выступала против полугусеничных движителей[3][9].
- Работы по ЗИС-153 существенно запаздывали, что стало дополнительной причиной победы мнения его противников: опытный полноприводной колёсный автомобиль ЗИС-151-2 появился значительно раньше и уже с мая 1946 года, когда полугусеничный вариант только начал проектироваться, проходил испытания — а уже к осени того же года был готов более совершенный вариант ЗИС-151-1 с односкатными шинами, обладавший лучшей проходимостью и более высокой скоростью передвижения; в ноябре 1946 года были начаты работы над бронетранспортёром на базе «151-го»[3].

В итоге победила точка зрения «колёсников» о моральной устарелости и бесперспективности полугусеничных движителей, более дорогих и сложных в производстве и эксплуатации и менее надёжных по сравнению с современными полноприводными колёсными движителями, и при этом лишь незначительно выигрывающих у них по проходимости (уступая по этому показателю полностью гусеничному ходу), начавшая преобладать к тому времени и в остальном в мире — и подавляющее большинство советских разработок в данном направлении были прекращены в силу признания их тупиковыми.

## Описание конструкции

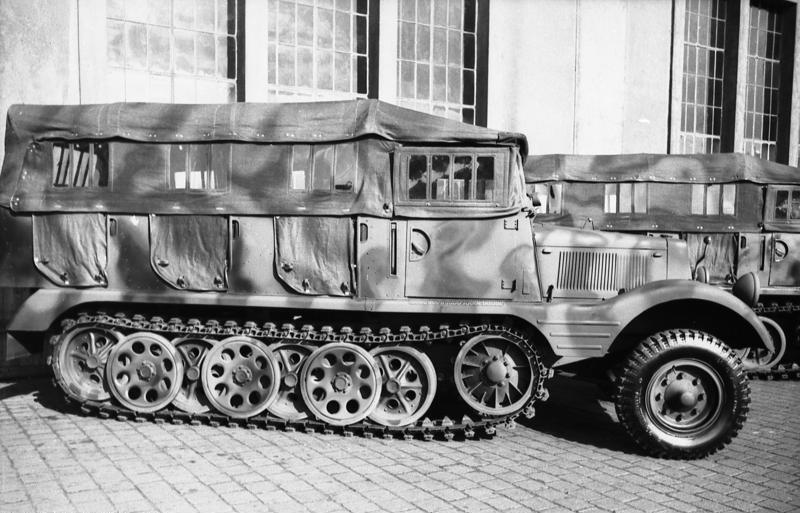
Артиллерийский тягач Sd Kfz 11

ЗИС-153 был создан на базе шасси полноприводного трёхосного автомобиля ЗИС-151 и отдельных узлов и агрегатов немецкого полугусеничного артиллерийского тягача Sd Kfz 11 и имел переднемоторную, полноприводную (первоначально — переднемоторную, заднеприводную) капотную компоновку. На первый опытный образец машины была установлена кабина от американского грузовика «Студебеккер», второй был оснащён уже серийной металлической кабиной ЗИС-151; оба экземпляра машины были оборудованы стандартной деревянной бортовой платформой.

### Двигатель и трансмиссия
В качестве двигателя на машине был использован стандартный карбюраторный ЗИС-121 мощностью 92 л. с., устанавливавшийся и на ЗИС-151. Трансмиссия машины — механическая.

### Ходовая часть

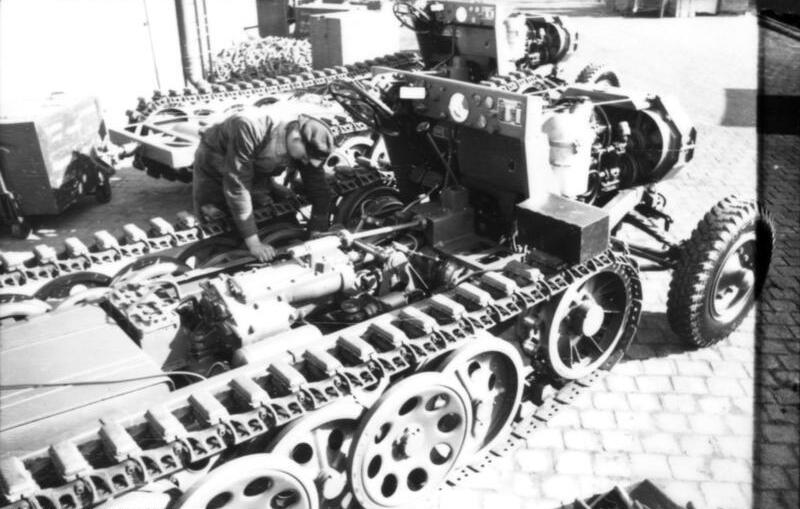
Ходовая часть Sd Kfz 11 крупным планом

Ходовая часть машины — полугусеничная, состоявшая из переднего поворотного автомобильного моста (на 1-м образце — первоначально неведущего, но вскоре в процессе доводки заменённого на стандартный ведущий мост от ЗИС-151; 2-й образец был оснащён стандартным ведущим мостом изначально).
Гусеничный движитель, применительно к одному борту, состоял:
- На 1-м образце — из семи опорных катков, расположенных в шахматном порядке, и переднего ведущего колеса гребневого зацепления (стандартная гусеничная тележка Sd Kfz 11[6])[1].
- НА 2-м образце — из пяти сдвоенных обрезиненных катков, размещённых традиционным образом, и переднего ведущего колеса, идентичного установленному на первом варианте[1].

Гусеничная лента — от Sd Kfz 11, металлическая, с шарнирами траков на игольчатых подшипниках. Траки гусеничного движителя на 1-м образце оснащались стандартными резиновыми башмаками от немецкого тягача, тогда как на траках 2-го образца были установлены более широкие резиновые башмаки, идентичные применявшимся на гусеницах ЗИС-42.
Подвеска гусеничного движителя — индивидуальная торсионная, переднего моста — на продольных полуэллиптических листовых рессорах, идентичная применённой на базовой машине.
Запасное колесо, как и на ЗИС-151, было установлено вертикально в нише между кабиной и грузовой платформой и удерживалось специальным механизмом-колёсодержателем. В отличие от ЗИС-151, требование применения на котором двускатных колёс на задних мостах первоначально вынудило разработчиков установить сразу два запасных колеса (по обе стороны кабины), ЗИС-153 оснащался только одной «запаской», расположенной справа.

## Сохранившиеся экземпляры
Какой-либо информации о дальнейшей судьбе построенных экземпляров ЗИС-153 нет.

## Оценка машины
Евгений Кочнев, специализирующийся на истории автомобильной техники советский и российский журналист, высказался о машине крайне скептически, называя послевоенные работы над полугусеничными машинами в СССР в целом проводившимися просто по инерции, тогда как во всём мире полугусеничныё автомобили к этому моменту уже считались архаичными и устаревшими, а конкретно разработку ЗИС-153 — заранее обречёнными на неудачу. Завершение работ над ЗИС-153 автор оценил как «наконец-то завершившую долгую и в целом неудавшуюся эпопею создания отечественных полугусеничных машин».
Советский и российский конструктор, учёный и писатель Евгений Игнатьевич Прочко в своей статье об истории разработки БТР-152 для журнала «Техника и вооружение» оценил многоцелевое шасси ЗИС-153 как вполне подходившее на роль базы для создания бронетранспортёра — однако не имевшее существенных преимуществ по сравнению с колёсными аналогами и не получившее развития в силу запаздывания работ по сравнению с колёсными аналогами и победы точки зрения противников полугусеничных машин в советском армейском руководстве.

### Сноски
1. ↑  Неприводные управляемые колёса, в условиях массового распространения полноприводных автомобилей, в сравнении с общей стоимостью и сложностью полугусеничной ходовой части не давали заметного упрощения и удешевления конструкции, но при этом отрицательно сказывались на проходимости и поворотливости по сравнению с аналогом с приводными управляемыми колёсами.